# Комітан
Комітан (ісп. Comitán) — місто в мексиканському штаті Чіапас.

## Географія
Комітан розташований у центрально-східній частині Чіапасу, неподалік від кордону з Гватемалою.

### Клімат
Місто знаходиться у зоні, котра характеризується кліматом тропічних саван. Найтепліший місяць — травень із середньою температурою 23.1 °C (73.6 °F). Найхолодніший місяць — грудень, із середньою температурою 22.2 °С (72 °F).
| Клімат Комітана (район Сін-Номбре) | Клімат Комітана (район Сін-Номбре) | Клімат Комітана (район Сін-Номбре) | Клімат Комітана (район Сін-Номбре) | Клімат Комітана (район Сін-Номбре) | Клімат Комітана (район Сін-Номбре) | Клімат Комітана (район Сін-Номбре) | Клімат Комітана (район Сін-Номбре) | Клімат Комітана (район Сін-Номбре) | Клімат Комітана (район Сін-Номбре) | Клімат Комітана (район Сін-Номбре) | Клімат Комітана (район Сін-Номбре) | Клімат Комітана (район Сін-Номбре) | Клімат Комітана (район Сін-Номбре) |
| Показник                           | Січ.                               | Лют.                               | Бер.                               | Квіт.                              | Трав.                              | Черв.                              | Лип.                               | Серп.                              | Вер.                               | Жовт.                              | Лист.                              | Груд.                              | Рік                                |
| Абсолютний максимум, °C            | 39                                 | 39                                 | 38,5                               | 36                                 | 35,5                               | 36                                 | 39                                 | 38                                 | 36                                 | 37,5                               | 38                                 | 33,5                               | 39                                 |
| Середній максимум, °C              | 28,5                               | 28,6                               | 29                                 | 29,1                               | 28,9                               | 28,6                               | 28,6                               | 28,7                               | 28,2                               | 28,2                               | 28,4                               | 28,2                               | 28,6                               |
| Середня температура, °C            | 22,3                               | 22,4                               | 22,8                               | 23                                 | 23,1                               | 22,8                               | 22,8                               | 22,8                               | 22,5                               | 22,4                               | 22,5                               | 22,2                               | 22,6                               |
| Середній мінімум, °C               | 16,1                               | 16,2                               | 16,7                               | 17                                 | 17,2                               | 17,1                               | 16,9                               | 17                                 | 16,8                               | 16,7                               | 16,7                               | 16,2                               | 16,7                               |
| Абсолютний мінімум, °C             | 5                                  | 4                                  | 5,9                                | 6                                  | 7,5                                | 9                                  | 6                                  | 7                                  | 8                                  | 8,5                                | 6                                  | 5                                  | 4                                  |
| Норма опадів, мм                   | 52                                 | 54                                 | 142                                | 288                                | 576                                | 728                                | 569                                | 655                                | 800                                | 631                                | 236                                | 77                                 | 4806                               |
| Днів з дощем                       | 3,8                                | 4,2                                | 8,2                                | 14,1                               | 21,9                               | 25,3                               | 23,5                               | 24                                 | 25,9                               | 23,7                               | 12,4                               | 5,5                                | 192,5                              |
| ---------------------------------- | ---------------------------------- | ---------------------------------- | ---------------------------------- | ---------------------------------- | ---------------------------------- | ---------------------------------- | ---------------------------------- | ---------------------------------- | ---------------------------------- | ---------------------------------- | ---------------------------------- | ---------------------------------- | ---------------------------------- |
| Джерело: Weatherbase               |                                    |                                    |                                    |                                    |                                    |                                    |                                    |                                    |                                    |                                    |                                    |                                    |                                    |